# Equión (esparto)
En la mitología griega, Equión (Ἐχίων, Echíōn, de «ἔχις»: «serpiente») es uno de los cinco supervivientes de los muchos espartos que nacieron de los dientes de un dragón sembrados por el rey Cadmo.
En tiempo de Cadmo, los más poderosos después del propio Cadmo fueron los espartos. Cadmo decidió hacer yerno suyo a Equión, porque sobresalía en valor. Equión se casó con Ágave, hija de Cadmo, con la que tuvo a Penteo. Se decía que había dedicado un templo a Cibeles en Beocia y que ayudó a Cadmo a construir Tebas. También tuvo una hija, Epiro, por la que se dio nombre al país homónimo.